# 김대업 (1961년)
김대업(金大業, Kim Dae-Up, 1961년 ~ )은 대한민국의 군인으로 의정 부사관을 역임하였다. 이회창 아들의 병역비리 관련 허위사실 유포로 실형을 받고 복역했다.

## 병역 의혹 제기
경상북도 대구에서 태어난 군인 출신으로 그는 훗날 병무 관련 의정 부사관으로 예편하였다. 2001년(16대 대통령 선거 전), 한나라당 대통령 후보자 이회창과 한인옥 부부의 두 아들인 이정연과 이수연의 병역서류가 조작되었다는 병역 비리 의혹을 제기하였다. 김도술의 목소리가 담겼다는 병역 비리 의혹을 담은 테이프를 증거 자료로 제시하였으나 검찰은 위조로 판단하였다.

## 수사관 자격 사칭죄
수사관 자격을 사칭한 죄로 1년 10월형을 선고받고 수감되어 1년 9개월을 복역, 1개월의 잔여형량을 남기고 2004년 10월 28일 `제3회 교정의 날'을 맞아 법무부로부터 특별 가석방되었다.

## 사기
2004년 12월 초등학교 동창생에게 접근해 개발 예정지를 살 수 있도록 도와주겠다며 1억 1000만원짜리 땅을 3억 8000만원에 사도록 하고 차익 2억7000만원은 본인이 챙겼다는 혐의를 받았다. 이 과정에서 김씨가 국가정보원 직원을 사칭하기도 해 지난 5월 1심에서도 죄질이 불량하다며 서울중앙지방법원 형사13단독은 징역 10월형이 선고하였다. 10월 24일 초등학교 동창생에게 땅을 소개해 주고 토지대금 일부를 가로챈 혐의(사기)로 기소되었고, 2심에서도 유죄 판결을 받고 징역 10월 형이 확정되었다.

## 같이 보기
- 설훈
- 박노항
- 이회창
- 노무현
- 김유찬
- 김경준
- 에리카 김
- 대한민국 제16대 대통령 선거
- 병역 비리